# Belvederer Allee

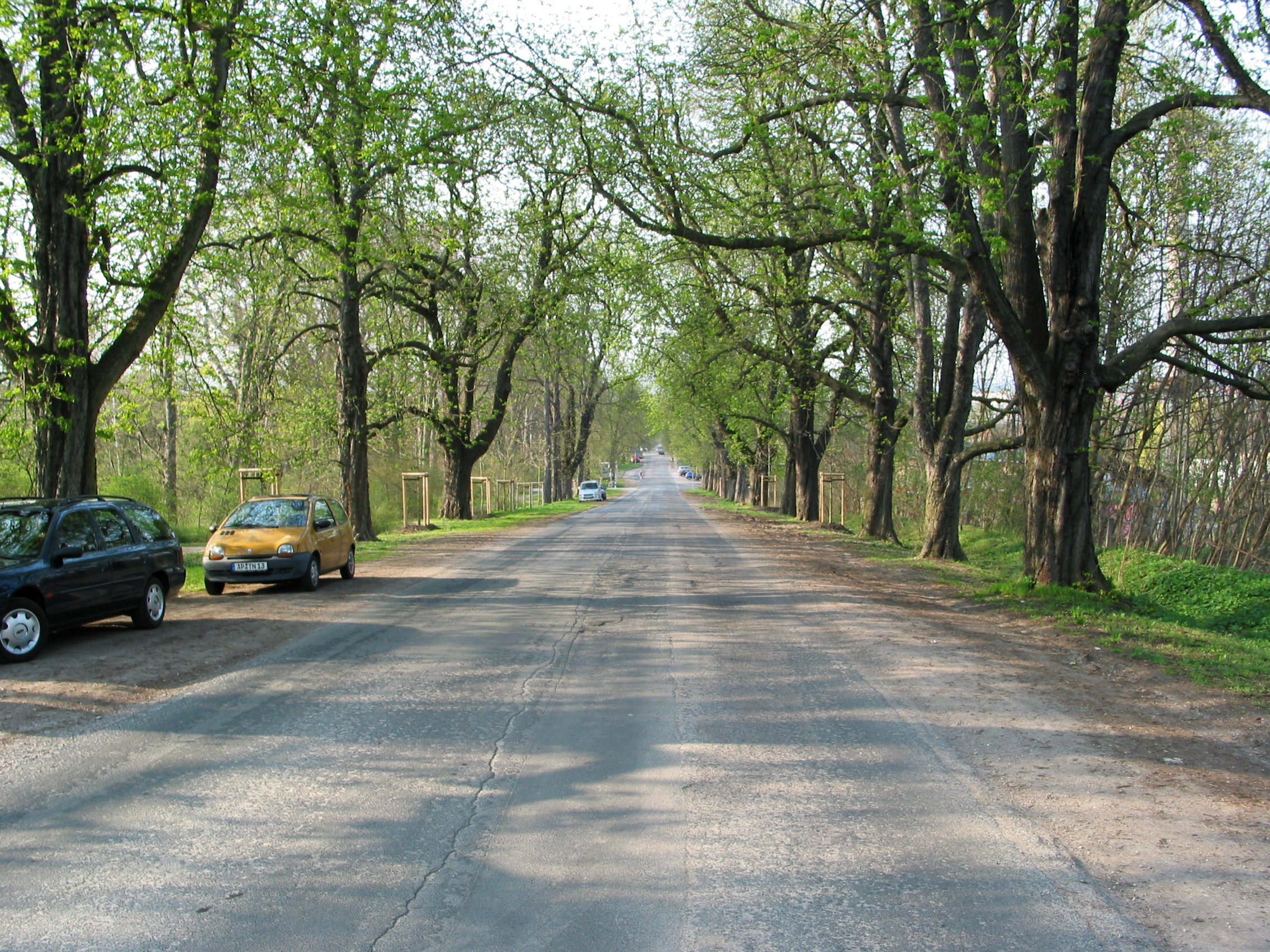
Die Belvederer Allee mit Blick nach Norden Richtung Innenstadt

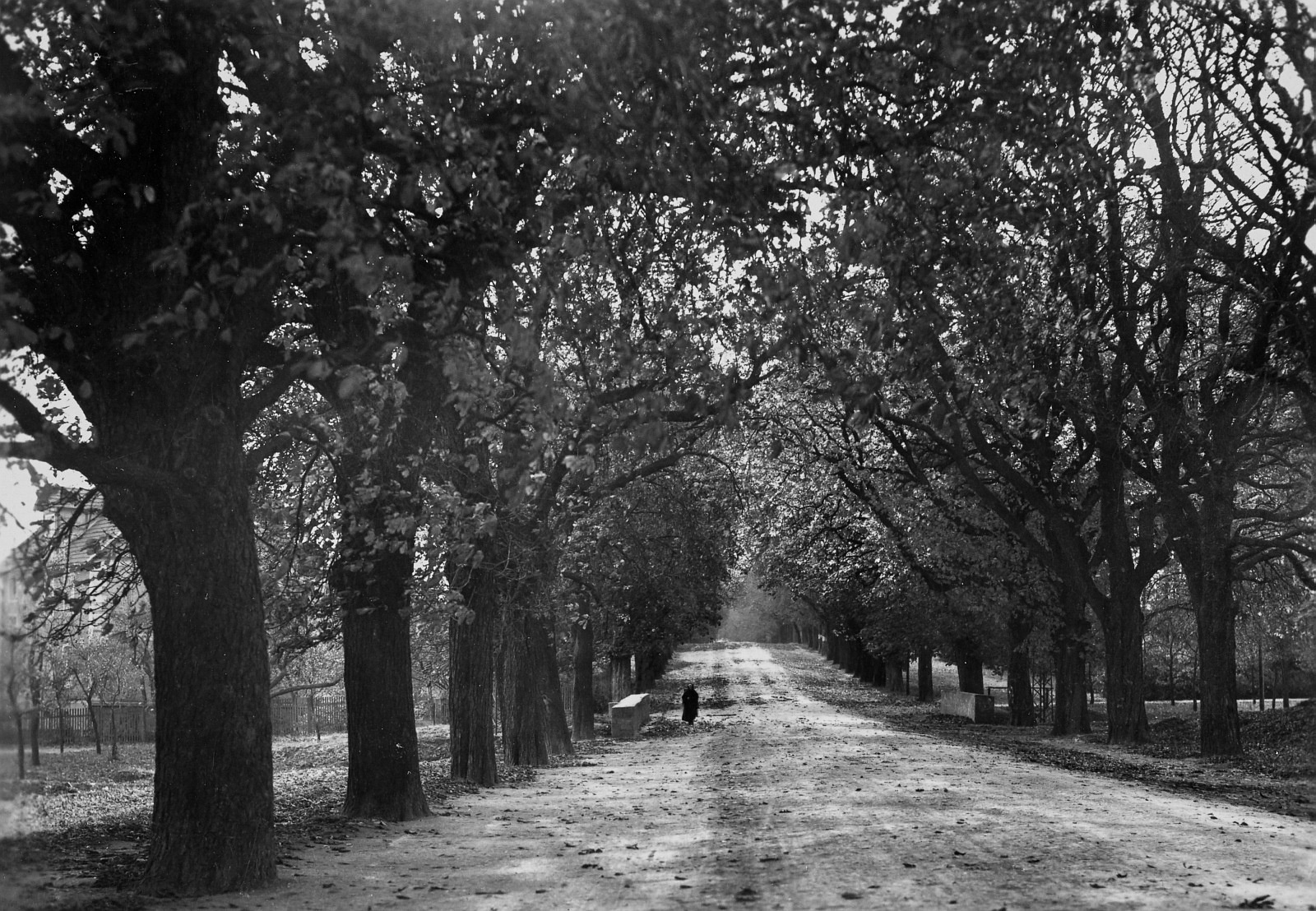
Die Allee um 1920

Die Belvederer Allee ist eine 2500 Meter lange, mit Ausnahme des Rechtsknicks an der Falkenburg schnurgerade Allee im Südosten der thüringischen Stadt Weimar. Sie besteht aus alten Rosskastanien und Linden verschiedenen Alters. Als eine der bekanntesten Straßen der Stadt verbindet sie Weimars Zentrum mit dem Schloss & Park Belvedere und steht insgesamt als Flächendenkmal unter Schutz. Außerdem steht sie unter der Rubrik südliche Stadterweiterung auf der Liste der Kulturdenkmale in Weimar (Sachgesamtheiten und Ensembles) mit den Nummern Belvederer Allee 1–23. Es befanden sich hier Steinbrüche, die alle verfüllt und überbaut sind, die u. a. für den Park an der Ilm genutzt wurden. Eines davon ist das Haus Belvederer Allee 19, in dem der Afrikaforscher Gerhard Rohlfs 1891 bis 1900 wohnte.

## Verlauf
Die Belvederer Allee beginnt am Südostrand der Weimarer Altstadt, wo das Ende der Marienstraße fließend in die Belvederer Allee über geht. Das erste Gebäude der langen Allee ist ein 1920 errichtetes Haus mit Dachzinnen, welches heute als Belvederer Allee 1 zur Bauhaus-Universität Weimar gehört und von der Fakultät Architektur genutzt wird. Direkt gegenüber steht bereits seit 1798/99 das Liszt-Haus Weimar, das ehemalige Wohnhaus des Komponisten und Pianisten, welches heute als Museum genutzt wird. Auf der Ostseite der Belvederer Allee schließt sich nach dem Liszthaus über eine weite Strecke und von einem Rad- und Wanderweg begleitet der Park an der Ilm an. Auf der Westseite dagegen stehen mehrere repräsentative Villenbauten aus der Zeit vor dem deutschen Kaiserreich, die von dem Maurermeister Karl Friedrich Röhr und dem Zimmermeister Karl Eduard Kurth mit direktem Blick zum Ilmpark errichtet wurden. Bauplanerische Akzente setzte seit 1858 der Bauinspektor Ernst Franz Eisenach, der die Bebauung 1858 erstmals ins Gespräch brachte. Als die ersten Villen bereits standen, gab es noch keinen Bebauungsplan. Ein Bebauungsplan wurde erst 1866 genehmigt. Der Park an der Ilm geht auf der Ostseite schließlich die 1910 entstandene Sportanlage Falkenburg mit dem 1923 eingeweihten Fußballfeld. über und auf der gegenüberliegenden Straßenseite thront der große Bau des ehemaligen Hilton-Hotels Weimar (seit Dezember 2007 Leonardo Hotel). In der Belvederer Allee 6 wie am Brühl befanden sich im Nationalsozialismus sogenannte Ghettohäuser. Selbst im entfernteren Oberweimar am Plan 4  gab es das. Das Haus Belvederer Allee 5 ist als Haus Streichhan seit 1862 existent.
Kurz nach dem Sportplatz, etwa auf halber Strecke der Belvederer Allee, zweigen sich eine Durchgangsstraße in das östlich gelegene Oberweimar und nach Westen die Merketalstraße Richtung Sophien- und Hufeland-Klinikum ab. Wenig später tangiert die Belvederer Allee den Stadtteil Ehringsdorf. Hier liegt auf der Westseite der Allee mit der Nr. 58 das im Jugendstil erbaute Haus Hohe Pappeln, das ehemalige Wohnhaus des Architekten Henry van de Velde, der auf dem Grundstück auch sein Atelier van de Velde hatte. Dessen Einfluss kennzeichnet auch Haus Belvederer Allee 48. Hinter Ehringsdorf steigt die Belvederer Allee verstärkt an, um nach einem knappen Kilometer die Anhöhe Eichenleite mit dem Schloss Belvedere zu erreichen. Neben dem Schloss mit Rokoko-Museum, den von der Hochschule für Musik „Franz Liszt“ genutzten Kavaliershäusern und der Orangerie befindet sich auf der Anhöhe auch das subtil in den weiten Schlosspark eingefügte Musikgymnasium Schloss Belvedere. Östlich des Gymnasiums liegt ein größerer Auto- & Busparkplatz, diesen tangiert die Belvederer Allee. Anschließend erstreckt sie sich am Schlosspark entlang in Richtung Südwesten, um ihr Ende vor der Bundesautobahn 4 zu nehmen. Hier geht sie in die Landesstraße nach Vollersroda über.

## Straßen-Event
Jedes Jahr Anfang Mai findet auf der stark geneigten Belvederer Allee ein inzwischen weit über die Grenzen Thüringens hinaus bekanntes Seifenkistenrennen mit mehreren Tausend Zuschauern und über 50 Startern unter dem Namen Spacekidheadcup statt. Der Name sowie die Trophäe des Ereignisses entstand in Anlehnung an Juri Gagarins ersten Flug ins All im Jahre 1961. Die erste Veranstaltung dieser Art war bereits 1991 und wurde vom Büro für experimentelles Verhalten ins Leben gerufen. Als Rennstrecke wurde lange Zeit die Leibnizallee genutzt, um den anwachsenden Zuschauerzahlen noch ausreichend Platz bieten zu können, zog das Seifenkistenrennen 2002 dann auf die Belvederer Allee um. Der Spacekidheadcup wird von Studierenden der Bauhaus-Universität auf non-profit-Basis organisiert.